# Gumpert Apollo
Gumpert Apollo — суперкар производства компании Gumpert Sportwagenmanufaktur GmbH (ныне Apollo Automobil), расположенной в Альтенбурге.

## История
В 2000 году Роланд Гумперт запланировал создание нового поколения суперкаров. Одна из основных сложностей состояла в том, чтобы машина, готовая к гоночным трассам получила разрешение для езды по дорогам общего пользования.
В 2001 году Гумперт вернулся в Германию после трёх лет в Китае, где руководил продажами, маркетингом и расширением дилерской сети Volkswagen-Audi. После возвращения в Германию к разработке прототипа суперкара присоединился Роланд Майер. Audi одобрила проект Гумперта и он продолжил разработку суперкара, но в качестве не прототипа, а серийного продукта.
Компания была основана в 2004 году как GMG Sportwagenmanufaktur Altenburg GmbH.
Гумперт продолжил разработку Apollo совместно с Мюнхенским техническим университетом и Ингольштадтским университетом прикладных наук. Их помощь состояла в конструкторской работе, компьютерном симулировании и аэродинамических тестах. С поддержкой и помощью университетов был создан полноразмерный макет Apollo. После этого были созданы два прототипа.
Производство Apollo началось в октябре 2005 года.

## Модификации
- Gumpert Apollo
- Gumpert Apollo Sport
- Gumpert Apollo Basic
- Gumpert Apollo Speed
- Gumpert Apollo S
- Gumpert Apollo Enraged
- Gumpert Apollo R

## Автоспорт
В апреле 2005 года произошёл спортивный дебют Apollo в гонках «Divinol Cup» под управлением бельгийского пилота Рубена Мэса, занявшего тогда третье место на Хоккенхаймринге.
Три года спустя специально построенная гибридная версия Apollo приняла участие в гонке «24 часа Нюрбургринга» под управлением Дирка Мюллера и Хайнца-Харальда Френтцена.
27 июля 2008 года Apollo принял участие в телешоу «Top Gear», где на момент проведения заезда занял первое место в таблице спорткаров со временем прохождения трассы 1 минута 17,1 секунды (быстрее чем Bugatti Veyron, Koenigsegg CCX и Ascari A10).

## Галерея

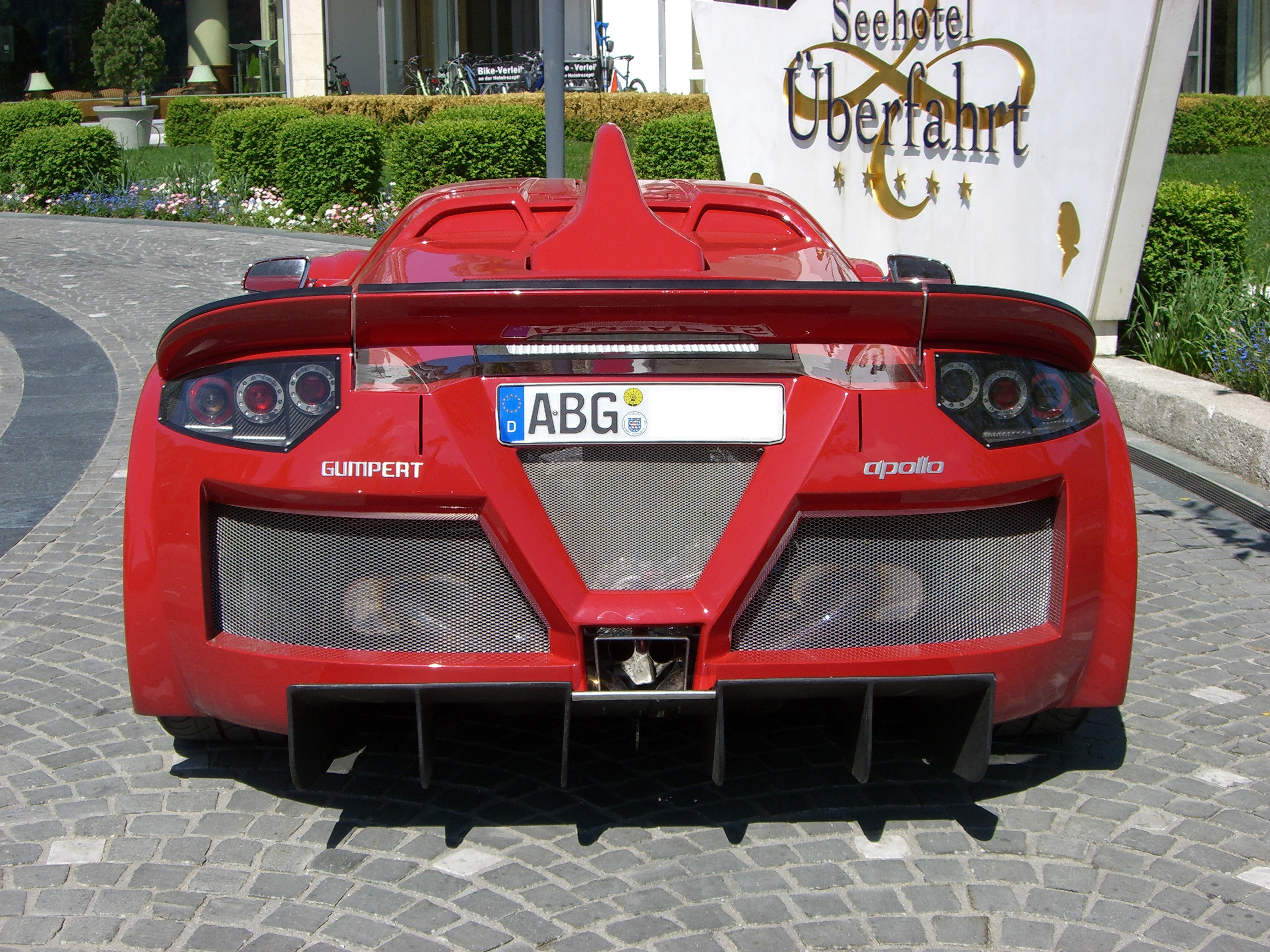
Вид сзади
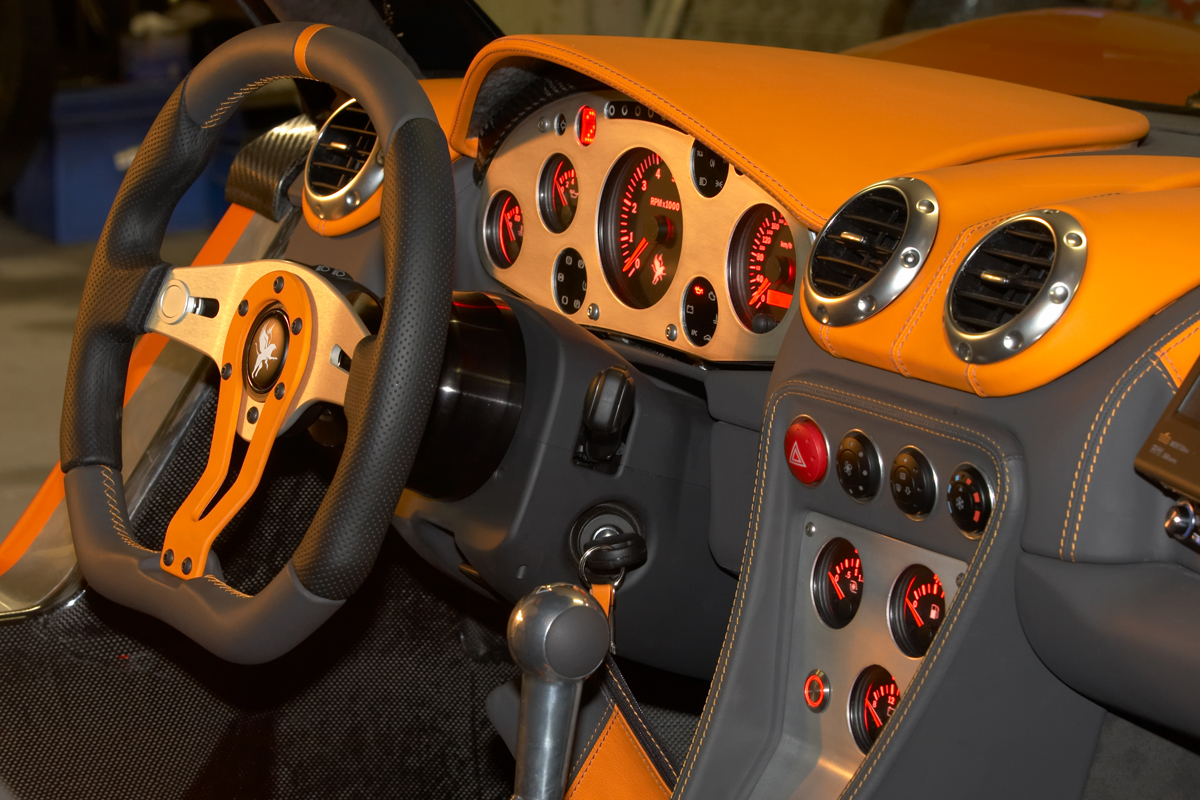
Интерьер
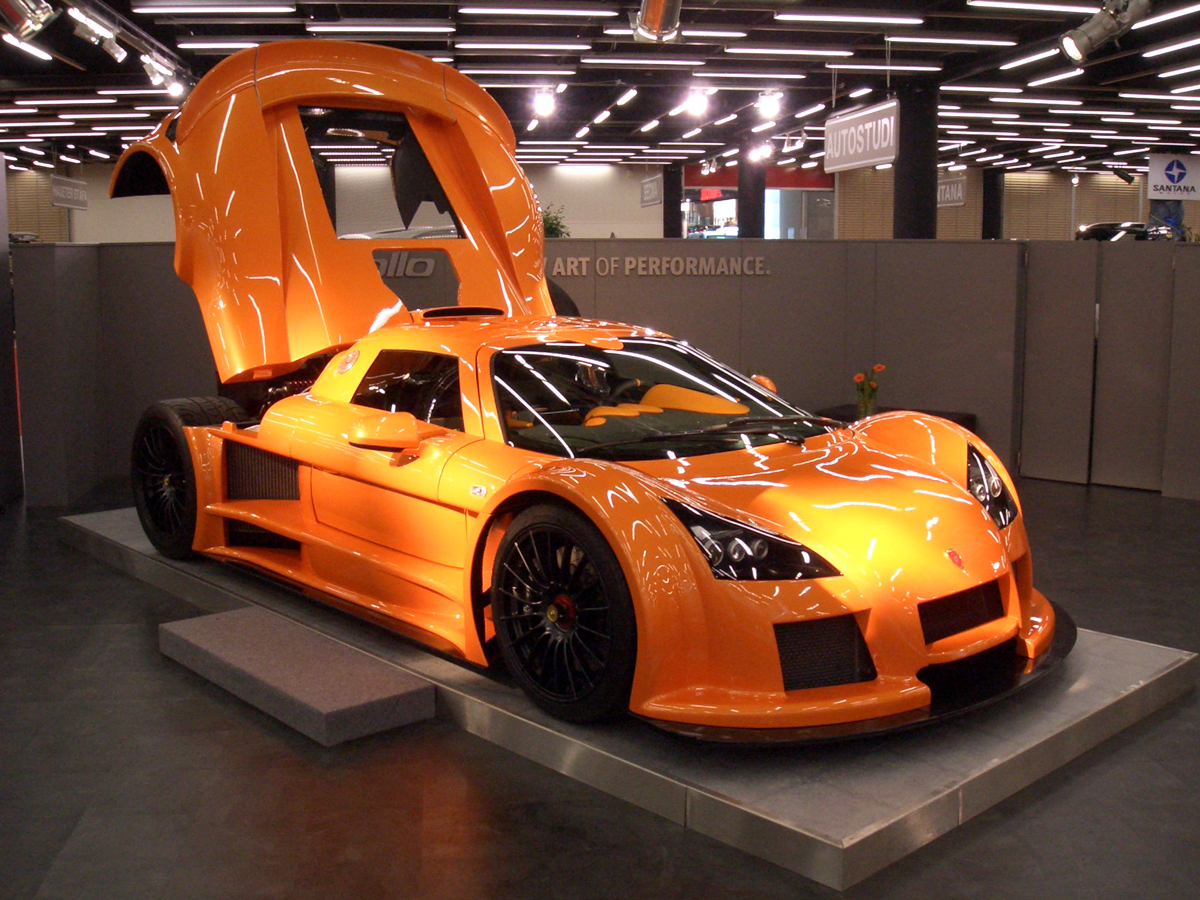
Gumpert Apollo на Женевском автосалоне 2006 года
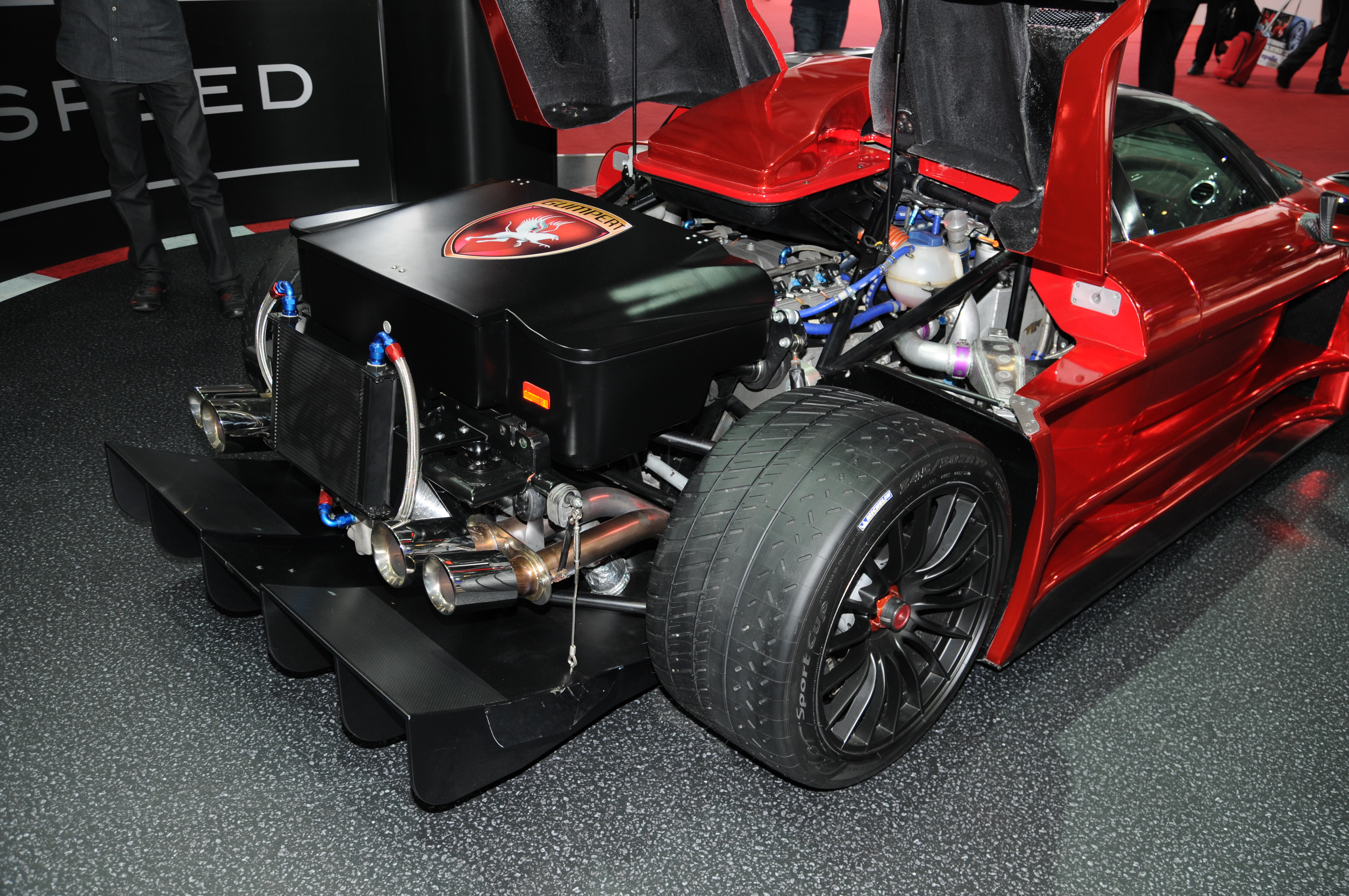
Двигатель

## Результат на трассе

### Gumpert Apollo 2005[4]
| Место | Трасса            | Время  | Не догнал       | Обогнал                   |
| ----- | ----------------- | ------ | --------------- | ------------------------- |
| 2/61  | Anglesey National | 0:59.4 | McLaren MP4-12C | Porsche 911 GT3 RS (2009) |

### Gumpert Apollo Sport[5]
| Место  | Трасса                         | Время  | Не догнал                     | Обогнал                                   |
| ------ | ------------------------------ | ------ | ----------------------------- | ----------------------------------------- |
| 3/180  | Hockenheim Short               | 1:07.2 | Donkervoort D8 RS06           | Maserati MC12 Corsa                       |
| 7/89   | Bedford West loop (после 2008) | 1:19.4 | Ferrari 458 Italia            | Caterham Seven Super Seven RST V8-Levante |
| 13/116 | Top Gear Track                 | 1:17.1 | Bugatti Veyron Super Sport    | Ascari A10                                |
| 23/176 | Nurburgring Nordschleife       | 7:24   | Chevrolet Corvette Z06 Carbon | Nissan GT-R (530 hp)                      |

### Gumpert Apollo Speed[6]
| Место | Трасса                   | Время   | Не догнал                  | Обогнал                       |
| ----- | ------------------------ | ------- | -------------------------- | ----------------------------- |
| 9/176 | Nurburgring Nordschleife | 7:11.57 | Nissan GT-R Nismo N Attack | Dodge Viper SRT-10 ACR (2010) |